# Gemein (Bindlach)
Gemein ist ein Gemeindeteil der Gemeinde Bindlach im Landkreis Bayreuth (Oberfranken, Bayern). Gemein liegt in der Gemarkung Crottendorf.

## Geografie
Das Dorf liegt am linken Ufer der Trebgast und wird unmittelbar östlich von der Bahnstrecke Bayreuth–Neuenmarkt-Wirsberg tangiert. Eine Gemeindeverbindungsstraße führt nach Crottendorf (0,4 km nördlich) bzw. nach Neuhaus (0,3 km südwestlich).

## Geschichte
Gemein bildete eine Realgemeinde mit Crottendorf und Neuhaus. Gegen Ende des 18. Jahrhunderts bestand Gemein aus 7 Anwesen (6 Söldengüter, 1 Tropfgütlein). Die Hochgerichtsbarkeit stand dem bayreuthischen Stadtvogteiamt Bayreuth zu. Die Dorf- und Gemeindeherrschaft hatte das Hofkastenamt Bayreuth. Die Verwaltung Ramsenthal war Grundherr sämtlicher Anwesen.
Von 1797 bis 1810 unterstand der Ort dem Justiz- und Kammeramt Bayreuth. Mit dem Gemeindeedikt wurde Gemein dem 1812 gebildeten Steuerdistrikt Bindlach und der zugleich gebildeten Ruralgemeinde Crottendorf zugewiesen. Am 1. Januar 1976 wurde Gemein im Zuge der Gebietsreform in Bayern nach Bindlach eingegliedert.

### Einwohnerentwicklung
| Jahr      | 001819 | 001822 | 001861 | 001871 | 001885 | 001900 | 001925 | 001950 | 001961 | 001970 | 001987 |
| Einwohner | 33     | 35     | 39     | 53     | 54     | 44     | 52     | 73     | 77     | 84     | 68     |
| Häuser    |        | 6      |        |        | 8      | 9      | 8      | 10     | 14     |        | 19     |
| Quelle    | [ 9 ]  | [ 6 ]  | [ 10 ] | [ 11 ] | [ 12 ] | [ 13 ] | [ 14 ] | [ 15 ] | [ 16 ] | [ 17 ] | [ 1 ]  |

## Religion
Gemein ist evangelisch-lutherisch geprägt und nach St. Bartholomäus (Bindlach) gepfarrt.